# Diosnel Burgos
Diosnel Burgos Gayoso (Coronel Oviedo, 8 de abril de 1977) en un exfutbolista Paraguayo se desempeñaba como centro campista, actualmente se desempeña como Ayudante Técnico del Club Sportivo Luqueño, de la Primera División de Paraguay. 

## Trayectoria

### Como Futbolista
| Club                | País     | Año         |
| ------------------- | -------- | ----------- |
| Club Libertad       | Paraguay | 1998 - 2001 |
| Sportivo Luqueño    | Paraguay | 2001 - 2003 |
| Club 12 de Octubre  | Paraguay | 2003 - 2004 |
| Club Tacuary        | Paraguay | 2004 - 2009 |
| Sportivo Trinidense | Paraguay | 2010        |
| Sportivo Carapegua  | Paraguay | 2011 - 2013 |

### Entrenador / Asistente
| Club                                     | País     | Año       |
| ---------------------------------------- | -------- | --------- |
| Selección sub-20 de Paraguay (asistente) | Paraguay | 2018-2019 |
| Club Libertad                            | Paraguay | 2020      |
| Coritiba FC                              | Brasil   | 2020-2022 |
| Ceara Sporting Club                      | Brasil   | 2023      |
| Avai FC                                  | Brasil   | 2023      |
| Remo FC                                  | Brasil   | 2024      |
| Sportivo Luqueño                         | Paraguay | 2025      |